# 辛容勲

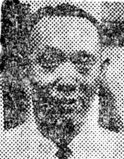
1950年ごろ

辛 容勲（シン・ヨンフン、朝鮮語: 신용훈/辛容勳、1904年 - 没年不詳）は、大韓民国の政治家。第2代韓国国会議員。本貫は霊山辛氏。

## 経歴
慶尚南道昌寧郡出身。京城法学専門学校（現・ソウル大学校）卒。慶尚南道属法制経済教師、会社重役などを務めた後、1950年の第2代総選挙に昌寧選挙区で無所属の候補として当選した。朝鮮戦争の際に北朝鮮に拉致され、以後黄海道の農場で労働者をさせられ、1956年7月から在北平和統一促進協議会中央委員を務めた。1958年12月に雄基地方の協同農場に移住後消息不明。